# Abd al-Rahman Jami
Abd al-Rahman Jami (persiska: نورالدین عبدالرحمن جامی), även kallad Mowlana, född 1414, död 1492 i Herat, nuvarande Afghanistan, var persisk skald och ses som en stor mystiker inom den sufiska traditionen. Han tillbringade större delen av sitt liv i Herat och åtnjöt stort anseende vid sultanens hov. 

## Verk
Till hans främsta verk hör: 
- Beharistan (Vårträdgården)
- Nafahat al-Uns (Den gudomliga förtrolighetens andedräkt) som är en biografi över sufiska personer.
- Josef och Suleika
- Leila och Medjnun